# حروف القسم
حروف القَسَم في العربية هي الباء الاصل ، التاء، الواو واللام، و«مُنْ» عند بعضهم، وهذه الحروف الأربعة أيضًا هي من حروف الجر. وكل حرف من أحرف القَسَم يتعلِّق مع مجروره بفعل محذوف تقديره: «أَحلفُ» أو «أُقسِمُ» ونحوهما. ومن فعل القَسَم وفاعله تتكوّن جملة القَسَم، وجملة  انشائية . ولا بُدَّ لهذه الجملة من جملة بعدها تُسمّى جملة جواب القَسَم، نحو «واللهِ لَأقومَنَّ بواجبي خير قيام.» وهذه  تكون خبريّة غير تعجّبيّة. ولا محل لها من الإعراب 

## خصوصيات
يختص حرف الباء بالقسم الاستعطافي وهو الذي يكون جوابه طلبًا. أمّا حرف اللام فهو المعروف باللام الموطئة للقسم، التي تدخل على أداة الشرط (إن) لتبين أن الجواب بعدها هو جواب القسم لا جواب الشرط، وجواب القسم لابدّ أن يكون جملة، وهي المقسم عليه، وجملة جواب القسم إما أن تكون جملة فعلية أو اسمية مثبتة أو منفية. 

## الحروف

### باء
باء القسم هي أصل حروف القسم، ومثاله «باللهِ لَأَفْعَلَنَّ»، وتنفرد من بين هذه الحروف بثلاثة أمور:
أنَّه لا يجب حذف الفعل معها، بل يجوز إظهاره، مثل «أقسِمُ باللهِ».
أنها تدخل على الضمير، مثل «بِكَ لأجتَهِدَنَّ».
أنها تستَخدم في الطلب وغيره.
وسائر أحرف القسم لا يظهر الفعل معها، ولا تدخل على الضمير، ولا تُستَخدَم في الطّلب.

### تاء
تاء القسم هي حرف جَرّ لا يدخل إلّا على كلمة «الله»، مثل ﴿تَاللَّهِ تَفْتَأُ تَذْكُرُ يُوسُفَ﴾ [يوسف:85]، وعلى لفظة «الرب»، وعلى التركيب الإضافي «ربّ الكعبة». وحكى بعضُهم أنَّهم قالوا: تَالرحمنِ، وتَحَياتِكَ، وذلك شاذّ. وهناك اختلف في أصالة هذه التاء، فقيل إنَّها بدل من واو القَسَم، وقيل هي أصل بذاتها.

### واو
واو القسم، هو حرف يجرّ الاسم الظاهر دون الضمير بخلاف الباء التي تجرّ الاسم والضمير. مثل الآية الأولى من سورة الشمس: ﴿وَالشَّمْسِ وَضُحَاهَا﴾ [الشمس:1]. وإذا تَلَتها واو أخرى، مثل الآية الأولى من سورة التين ﴿وَالتِّينِ وَالزَّيْتُونِ﴾ [التين:1]، فالتّالية للعطف، والّا احتاج كلِّ من الاسمين إلى جواب.

### لام
اللام الموطِّئة سُمِّيت بـ«الموطِّئة»، لأنّها توطَّئ الجواب للقَسَم. ومنهم من يُسمِّيها «اللام المؤذِّنة»، لأنَّها تُؤذِن بأنَّ الجواب بعدها مبنيّ على قَسَم قبلها لا على شرط. واللام الموطِّئة للقَسَم هي لام مفتوحة تدخل على أداة شرط «للإيذان بأنَّ الجواب بعدها مبنيّ على قَسَم قبلها لا على شرط»، مثل الآية ﴿لَئِنْ أُخْرِجُوا لَا يَخْرُجُونَ مَعَهُمْ وَلَئِنْ قُوتِلُوا لَا يَنْصُرُونَهُمْ وَلَئِنْ نَصَرُوهُمْ لَيُوَلُّنَّ الْأَدْبَارَ ثُمَّ لَا يُنْصَرُونَ﴾ [الحشر:12] وهذه اللام غير لازمة إذا كان القَسَم مذكورًا، أمًّا إذا حُذِف القَسَم، فتَلزم غالبًا، مثل الآية السابقة. وقد تُحذف، والقَسَم محذوف، مثل ﴿وَإِن لَّمْ يَنتَهُواْ عَمَّا يَقُولُونَ لَيَمَسَّنَّ الَّذِينَ كَفَرُواْ مِنْهُمْ عَذَابٌ أَلِيمٌ﴾ [الحشر:12]، والتقدير «ولئن لم ينتهوا».
وأكثر من تكون اللّام الموطِّئة مع «إن» الشَّرطيَّة كالآيتين السابقتين، وقد تدخل على غيرها من أدوات الشِّرط،  مثل قول الشاعر، من بحر الكامل:
وقال ابن جنّي: إن «إذ» قد شُبِّهتْ بـ«إن»، فأُدخِلَت عليها الام الموطِّئة في قول الشاعر، من بحر الكامل:

### مُنْ
أما «مُنْ» لفظ مختلَف فيه، فقيل هو حرف جرّ، مختصّ بالقَسَم، ولا يدخل إلّا على «الرّبّ». فيُقال: «مُن رَبِّي لأَفْعَلَنَّ». وشذَّ قولهم : «مُنَ اللهِ». وقيل هو اسم، وهو من بقيّة «أيمن»، لكثرة تصرّفهم فيها. واحتُجَّ على ذلك بأنّ «مُن» بضّم الميم لم تُثبت حرفيَّتُها في غير هذا الموضِع. ورُدّ بدخولها على «الرّبّ»، و«أيمن» لا تدخل عليه؛ وبأنّها لو كانت اسمًا، لأُعرِبَت، لأنَّ المعْرَب لا يُزيله عن إعرابه شيء منه.